# Hongler Kerzen

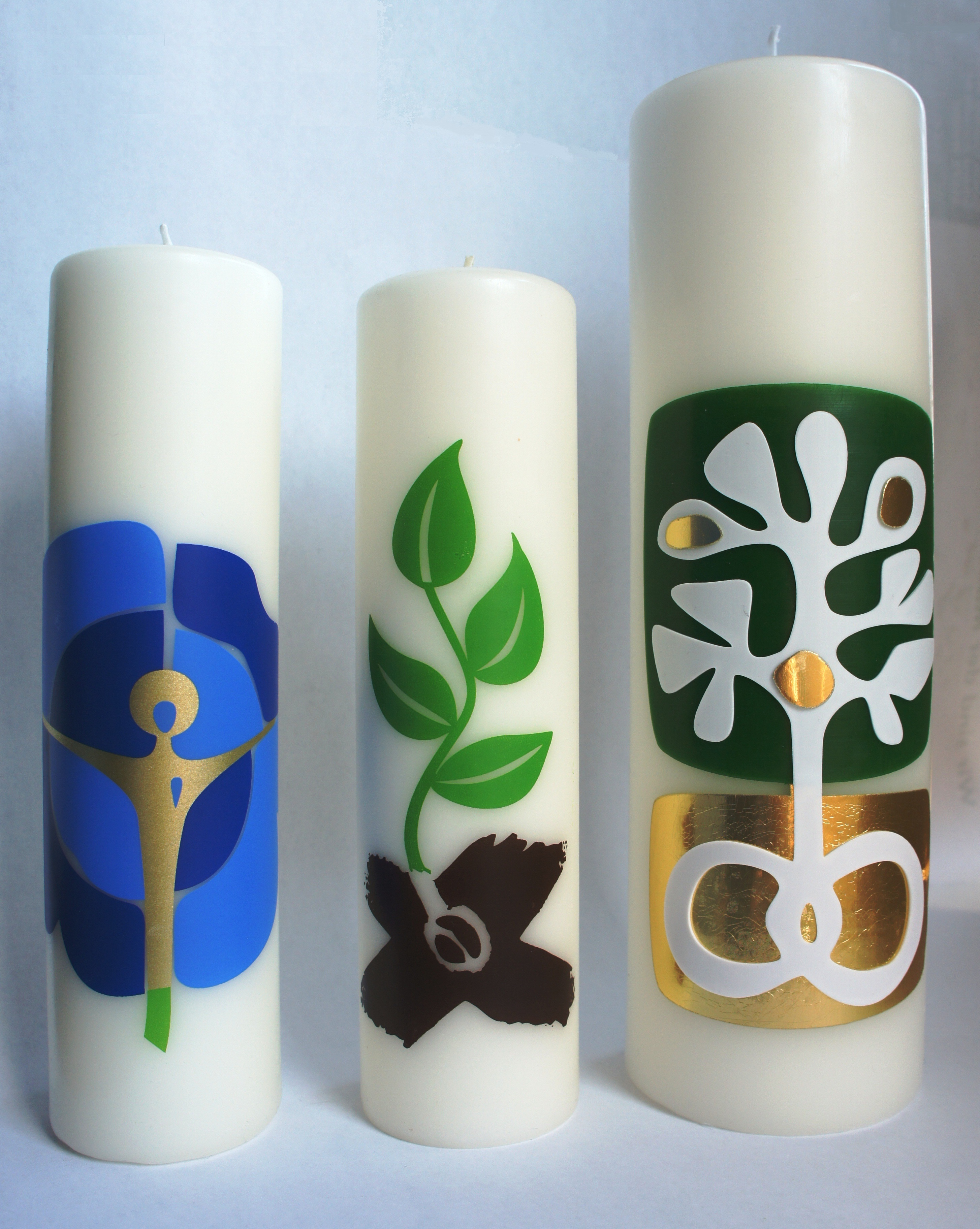
Hongler-Kerzen: zwei Heim-Osterkerzen und rechts eine Kerze für eine Hochzeit (2012)

Die Hongler Kerzen AG in Altstätten gehört zu den ältesten Kerzenmanufakturen weltweit und ist ein traditioneller Hersteller von Qualitätskerzen in der Schweiz. Seit über 300 Jahren und über neun Generationen befindet sich die Hongler Kerzen AG in Familienbesitz.

## Geschichte
Im Jahr 1703 erfolgte die erste Erwähnung von Hongler im Rechnungsbuch der Kirchgemeinde Berneck SG. Die Firmengeschichte der Kerzenfabrik ist eng mit der Kirche verbunden. Bis heute ist die Produktion von liturgischen Kerzen eine Spezialität des Unternehmens. Während die meisten Kerzen aus Paraffin oder Stearin hergestellt werden, müssen liturgische Kerzen einen garantierten Mindestanteil (in der Schweiz 55 Prozent) an Bienenwachs aufweisen. Weiter werden auch Altar- und Osterkerzen sowie ein breites Sortiment von modernen Kerzen hergestellt.
2002 wurde die Hans Hongler AG in Hongler Wachswaren AG umbenannt, 2005 bezog die Manufaktur ihre neue moderne Produktionsstätte an der Bahnhofstrasse in Altstätten und 2010 erfolgte die Umfirmierung in Hongler Kerzen AG. Das Unternehmen unterhält einen eigenen Laden am Produktionsstandort, in dem die hergestellten Kerzen verkauft werden. Jährlich ab November wird im Unternehmen eine Weihnachtsausstellung gezeigt.